# Creu de terme de la Font Vella
La Creu de terme de la Font Vella és una creu de terme de Tivissa (la Ribera d'Ebre) inclosa a l'Inventari del Patrimoni Arquitectònic de Catalunya.

## Descripció
Creu de pedra situada damunt dos blocs cilíndrics, des d'on arreca un fust hexagonal rematat amb un capitell gravat amb motius vegetals. Està coronat amb una creu senzilla, amb els plans llisos.

## Història
L'antiga creu gòtica va ser destruïda l'any 1936. Va ser reconstruïda durant la postguerra, aprofitant les restes de l'antiga.